# Plynová chromatografie s hmotnostní spektrometrií

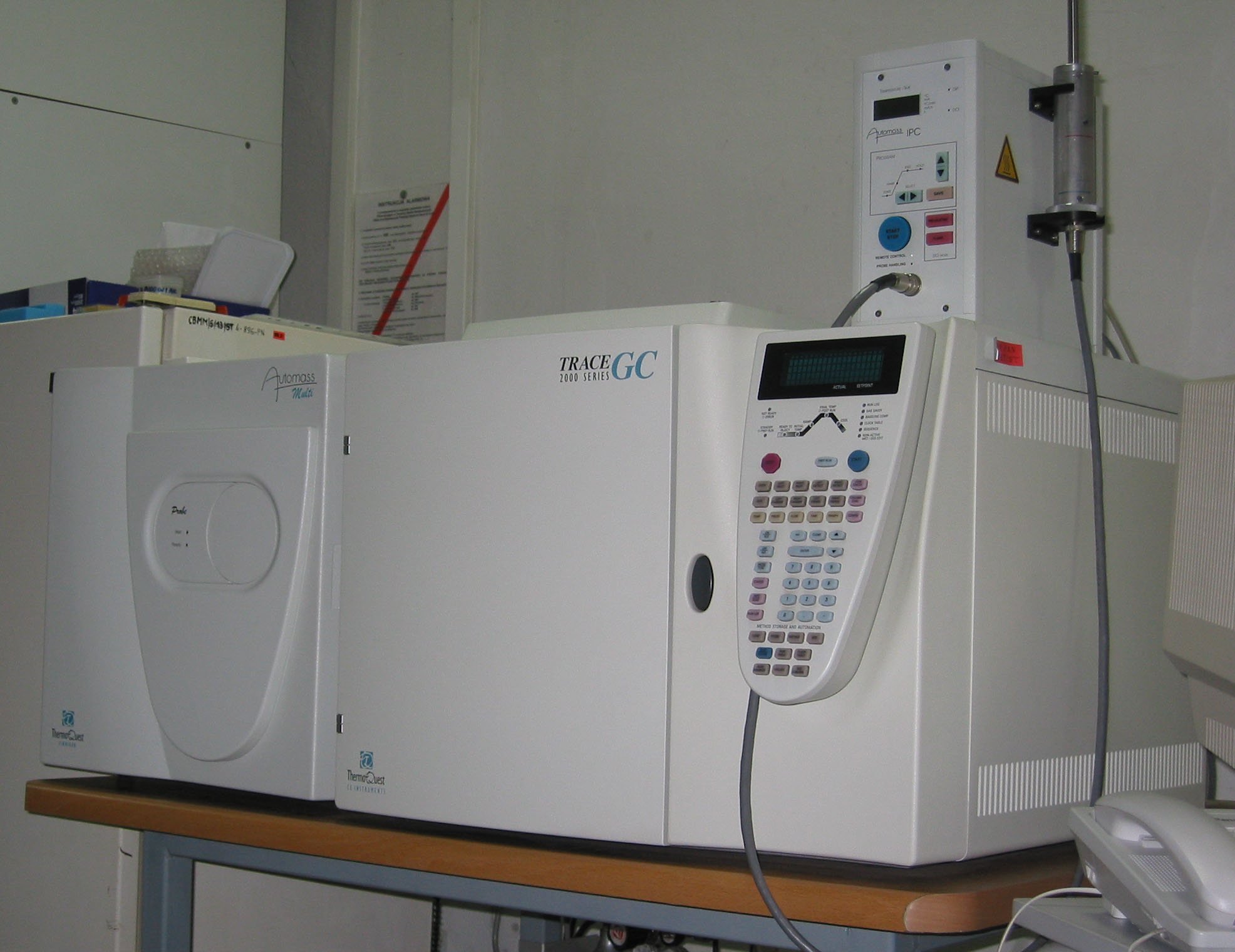
Příklad zařízení pro plynovou chromatografii s hmotnostní spektrometrií

Plynová chromatografie s hmotnostní spektrometrií (GC-MS) je analytická metoda využívající k oddělení složek směsi plynový chromatograf a k jejich následné analýze hmotnostní spektrometrii. Využívá se například při detekci drog, vyšetřování požárů, analýze výbušnin látek v životním prostředí či neznámých vzorků, jako například zkoumání hornin z Marsu. Také ji lze využít při zajišťování bezpečnosti na letištích k určení látek přítomných v zavazadlech. Podobně jako kapalinová chromatografie s hmotnostní spektrometrií umožňuje prokázat i velmi nízké koncentrace látek ve vzorku.
GC-MS je považována za standardní metodu při forenzní identifikaci látek, protože je 100% specifická při určování konkrétní látky. Nespecifickými metodami je možné určit pouze skupinu látek, což může vést k nesprávné identifikaci.

## Historie
První popis propojení plynové chromatografie a hmotností spektrometrie byl vydán v roce 1959.
Ke zjednodušení provádění této metody výrazně přispěla miniaturizace počítačů. V roce 1964 zahájila společnost Electronic Associates vývoj kvadrupólového hmotnostního spektrometru. Roku 1966 bylo prodáno přes 500 těchto přístrojů. V roce 1968 se první prototyp kvadrupólového hmotnostního spektrometru pro GC/MS dostal na Stanfordovu a Purdueovu univerzitu.

## Přístrojové vybavení

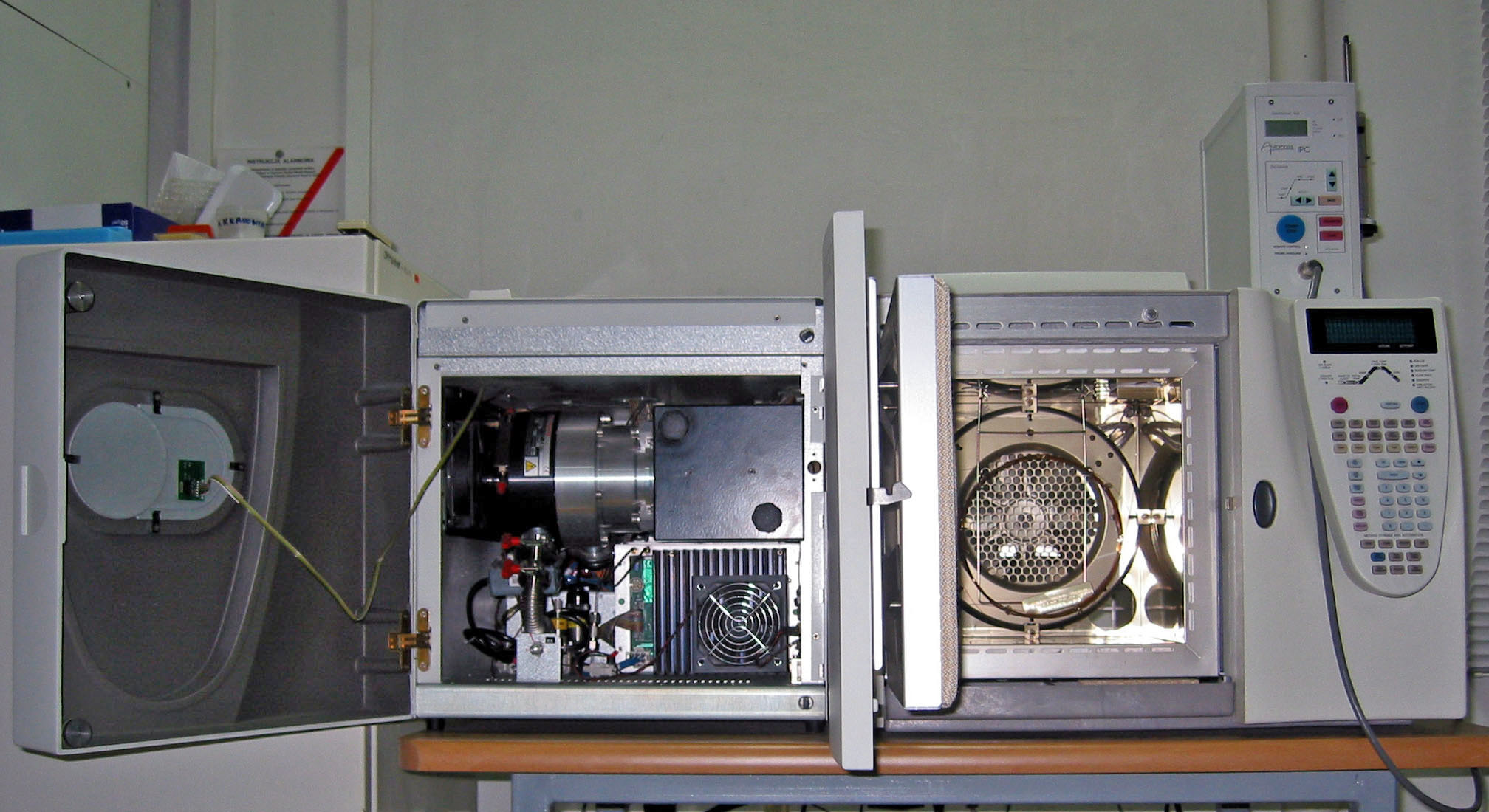
Plynový chromatograf s hmotnostním spektrometrem (ThermoQuest Trace 200)

Zařízení pro GC-MS se skládá ze dvou hlavních částí: plynového chromatografu a hmotnostního spektrometru. Plynový chromatograf obsahuje kapilární sloupec s vlastnostmi (délkou, průměrem a tlouš´tkou vrstvy) odpovídajícími látkám, které mají být oddělovány i druhu použité stacionární fáze (což může být například 5% fenylpolysiloxan). Rozdíly v chemických vlastnostech molekul ve směsi a jejich různě silné interakce se stacionární i mobilní fází vedou v průběhu analýzy k jejich oddělování. Molekuly procházejí sloupcem za různě dlouhou dobu, díky čemuž je může hmotnostní spektrometr zachytit, ionizovat a analyzovat odděleně. Analýza probíhá rozdělením molekul na ionizované fragmenty a jejich identifikací pomocí poměru hmotnosti a náboje.

### P&T GC-MS
K analýze těkavých sloučenin lze použít techniku P&T GC-MS. Analyty se extrahují smícháním vzorku s vodou a jeho pročištěním proudem inertního plynu (například dusíku) ve vzduchotěsné nádobě. Těkavé látky se zachytí do jedné linie na zahřívaném prostoru, kterým je sloupec adsorpčního materiálu, při pokojové teplotě a přemění se zpět na kapaliny. Tento sloupec se následně zahřívá a analyty přecházejí do přístroje pro GC-MS. Tento postup je vhodný pro analýzu těkavých organických látek a ropných produktů.
Existuje rychlejší varianta této metody spočívající v probublávání inertního plynu vodou do doby, kdy je koncentrace par organických látek v rovnováze s jejich koncentrací ve vodné fázi. Následně se přímo analyzuje plynná fáze.

## Druhy detektorů
Nejčastějším druhem detektoru používaným při GC-MS je kvadrupólový hmotnostní spektrometr; také se používá hmotnostní spektrometr s iontovou pastí. Lze rovněž použít hmotnostní spektrometr s magnetickým oddělováním, který je ovšem nákladný a má také větší rozměry, a ve většině laboratoří se tak nepoužívá.

### GC-tandemová MS
Pokud se přidá druhá fáze fragmentace, například druhý kvadrupól v kvadrupólovém spektrometru, jedná se o tandemovou hmotnostní spektrometrii (MS/MS). Tuto metodu lze použít k určení velmi nízkých koncentrací zkoumaných sloučenin.
První kvadrupól (Q1) je spojen s kolizní celou (Q2) a dalším kvadrupólem (Q3). Lze provádět různé druhy analýzy, například zkoumání iontů produktu, iontů prekurzoru, sledování vybrané reakce, a zkoumání neutrálních částic.

## Ionizace

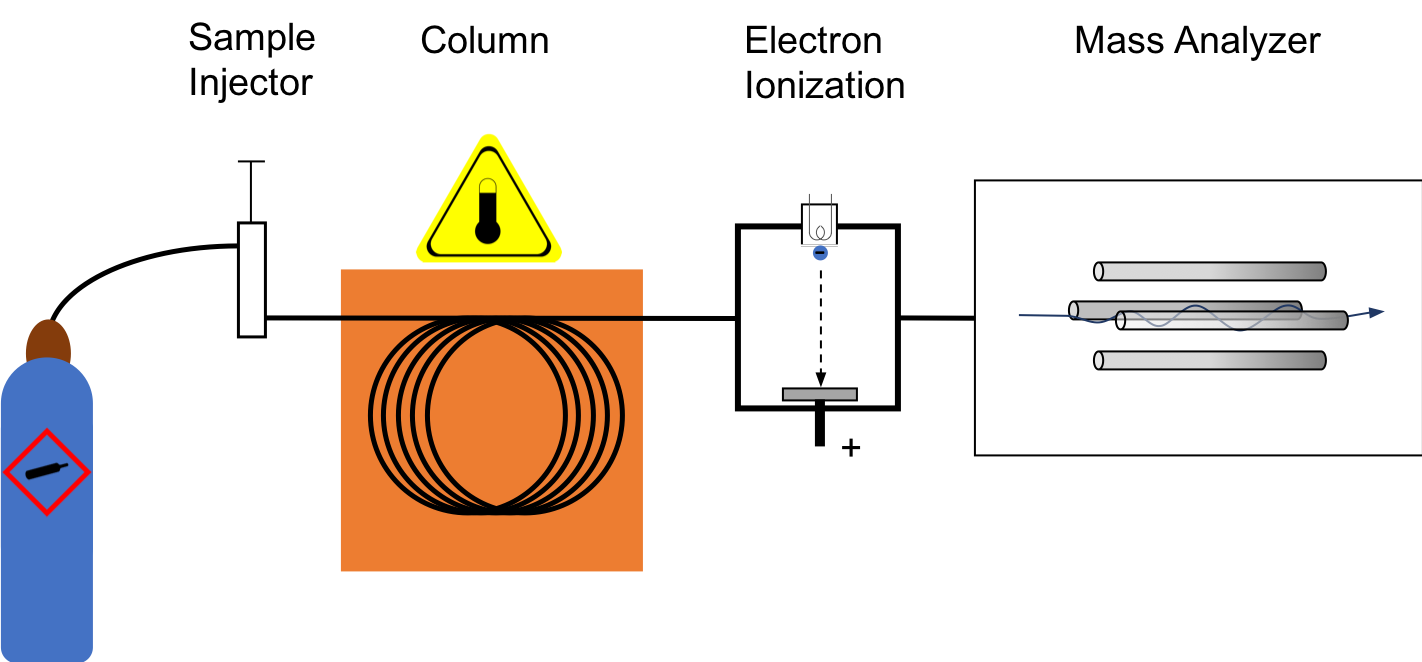
Diagram znázorňující plynovou chromatografii s hmotnostní spektrometrií s využitím elektronové ionizace k získání hmotnostního spektra

Po projití chromatografickým sloupcem se molekuly dostávají do hmotnostního spektrometru a dochází k jejich ionizaci. Po ionizaci a fragmentaci jsou jednotlivé fragmenty detekovány, nejčastěji elektronovým násobičem, čímž jsou převáděny na elektrické signály, které se následně přímo detekují.

### Elektronová ionizace
Nejvíce používaným druhem ionizace při GC-MS je elektronová ionizace (EI). Molekuly při ní vstupují do spektrometru, kde se srážejí s elektrony uvolněnými z vlákna podobného tomu v žárovkách. Těmito srážkami vznikají fragmenty, a to předvídatelným způsobem. Tímto způsobem se vytvoří větší množství fragmentů s nízkým poměrem hmotnost/náboj (m/z) a menší počet fragmentů s vysokým m/z. Zastoupení jednotlivých fragmentů u dané látky závisí na energii použitých elektronů, nejčastěji se používá 70 eV. Takto získané spektrum se porovnává se standardními spektry.

#### Elektronová ionizace za nižší teploty
Klasická „tvrdá“ elektronová ionizace může být upravena použitím „chladicích“ molekul před samotnou ionizací, díky čemuž lze poté ze spektra získat více informací. Při této metodě nazývané „chladná“ elektronová ionizace se molekuly vycházející z chromatografu mísí s heliem a vytvářejí plyn, který se rozpíná do vakua a tvoří tak nadzvukový proud. Srážky analyzovaných molekul s použitým plynem vedou k omezení fragmentace. Spektra získaná tímto způsobem obsahují více čar molekulových iontů, zatímco jsou obvyklé fragmentační vzorce zachovány. Zvýšený podíl molekulových iontů usnadňuje určení konkrétních látek a umožňuje stanovení izotopového složení pomocí jednoduchých vzorců.

### Chemická ionizace
Při chemické ionizaci (CI) se do hmotnostního spektrometru přídává plyn, většinou methan nebo amoniak. V závislosti na použité technice (pozitivní nebo negativní CI) reaguje s elektrony a analytem a způsobují „měkkou“ ionizaci zkoumané sloučeniny. Měkčí ionizace má za následek menší míru fragmentace než tvrdá ionizace pomocí EI. Hlavní výhodou tohoto postupu je, že molekulové hmotnosti vzniklých fragmentů zde jsou v úzkém souladu s molekulovou hmotností analytu.
Při pozitivní chemické ionizaci (PCI) použitý plyn reaguje se zkoumanou molekulou, nejčastěji prostřednictvím výměny protonů. Při tomto postupu se tvoří větší množství fragmentů.
Negativní chemická ionizace (NCI) spočívá v snížení vlivu volných elektronů na analyt pomocí plynu, což má za následek menší tvorbu fragmentů.

## Analýza
Analýzu pomocí GC-MS lze provést dvěma způsoby: úplným nebo selektivním. Většina přístrojů na GC-MS může provádět oba tyto postupy, a to v závislosti na nastavení jak zvlášť, tak i současně.
Hlavním cílem instrumentální analýzy bývá určení koncentrace nějaké látky ve vzorku, což se provádí porovnáním relativních koncentrací odpovídajících jednotlivým atomovým hmotnostem v získaném spektru. Lze provést buď srovnávací, nebo originální analýzu. Při srovnávací se získané spektrum porovnává se spektry obsaženými v databázi a zjišťuje se, zda parametry spektra odpovídají některému ze spekter v databázi, což se zpravidla provádí s využitím počítačů.
Další možností je určování poměrů výšky čar ve spektru. V tomto případě se výška nejvyšší čáry označí jako 100 % a ostatní se označí odpovídajícími hodnotami; přitom se pro vyhodnocování berou v úvahu čáry s výškou nad 3 %. Celkové množství neznámých sloučenin odpovídá „mateřské“ čáře, jejíž intenzita (výška) může být použita k určení konkrétní sloučeniny z několika možných. Zastoupení izotopů ve spektru, které je pro prvky s více přírodními izotopy jedinečné, lze použít k určení přítomných chemických prvků. Jakmile je ke spektru přiřazen konkrétní chemický vzrec, tak lze určit molekulovou strukturu a vlastnosti vazeb. Toto přiřazení se zpravidla dělá pomocí počítačových programů, které porovnávají několik zadaných sloučenin, které by mohly být přítomny ve vzorku.
Při úplné analýze se srovnávají všechny čáry ve spektru, zatímco při selektivní analýze jsou zohledňovány pouze čáry vznikající u konkrétní látky; přitom se předpokládá, že při daném retenčním čase je skladba iontů specifická pro každou látku. Čím nižší je množství informací získaných ze spektra, tím nižší je citlivost analýzy. Při selektivní analýze tak lze zachytit menší množství dané sloučeniny, ovšem přesnost určení informací o této látce je nižší.

### Úplná analýza
Při úplné MS analýze se určí rozmezí molekulových hmotností fragmentů a zahrne se do analýzy; často se vybírá m/z od 50 do 400. Konkrétní rozmezí se vybírá podle látek, které mohou být přítomny ve vzorku i podle jiných rušivých vlivů. Rozmezí by nemělo zahrnovat fragmenty, které mohou vznikat ze složek vzduchu (například m/z 28 u dusíku nebo 44 u oxidu uhličitého). Při příliš širokém rozmezí se citlivst analýzy snižuje, protože lze za stejnou dobu provést méně průzlumů.
Úplná analýza je vhodná k určení konkrétních sloučenin nacházejících se v neznámém vzorku. Lze při ní získat více údajů o sloučeninách než při selektivní analýze. Při vývoji GC-MS metody se nejprve analyzují kontrolní vzorky úplnou analýzou za účelem zjištění retenčního času a hmotností fragmentů a následně se použije selektivní analýza.

### Selektivní analýza
Při selektivní GC-MS analýze jsou hmotnostním spektrometrem dedetekovány pouze fragmenty o určité vybrané molekulové hmotnosti. Mez detekce je u tohoto postupu nižší než u úplné analýzy, protože přístroj zkoumá pouze malou část fragmentů. Vzhledem k menšímu počtu zkoumaných fragmentů jsou rušivé vlivy vyvolávané matricí.

## Příklady využití

### Zkoumání znečištění životního prostředí
Pomocí plynové chromatografie s hmotnostní spektroskopií lze zkoumat znečištění životního prostředí organickými látkami. Náklady na zařízení pro GC-MS se výrazně snížily a zároveň se zlepšila jejich spolehlivost, díky čemuž se také častěji používají.

### Forenzní vědy
Pomocí GC-MS lze analyzovat látky a částice z lidského těla, což může usnadnit vyšetřování trestných činů. Pomocí GC-MS se často analyzují stopy po ohni; tato metoda je obzvláště užitečná v případech, kdy vzorky mají velmi komplexní složení a analýza musí být značně přesná.

### Doping ve sportu
GC-MS je nejběžnějším způsobem analýzy v laboratořích provýádějících dopingovou kontrolu u sportovců.

### Chemické inženýrství
GC-MS se používá při analýze organických směsí, u kterých není jisté, jaké látky obsahují. Příkladem je určování složení olejů získaných z biomasy.

### Analýza potravin, nápojů a kosmetiky
Potraviny a nápoje obsahují mnoho různých organických sloučenin, některé přitom pocházejí z přírodních surovin a jiné jsou umělého původu. K analýze těchto látek, mezi něž patří například estery, mastné kyseliny, alkoholy, aldehydy a terpeny, se velmi často používá GC-MS. Ta také slouží k odhalování kontaminujících látek, jako jsou pesticidy.

### Astrochemie
Plynová chromatografie s hmotnostní spektrometrií byla využita ke zkoumání vzorků z Marsu v programech Viking, Veněra a Pioneer Venus.
Sonda Huygens přistála s GC-MS analyzátorem na Saturnově měsíci Titanu. Vozítko Curiosity sondy Mars Science Laboratory obsahuje přístroj k analýze vzorků z Marsu, který zahrnuje plynový chromatograf a kvadrupólová hmotnostní spektrometr, který lze použít v tandemu s GC-MS. Sonda Rosetta zkoumala v roce 2014 materiál z komety 67P/Čurjumov-Gerasimenko pomocí chirální GC-MS.